# Wilhelm Henrik Hastfer
Wilhelm Henrik Hastfer, född omkring 1650, död 1704, var en svensk militär. Han var far till Johan och Gustaf Berndt Hastfer.
Wilhelm Henrik Hastfer var son till lantrådet major Johan Hastfer och Helena Taube af Karlö. Han blev fänrik vid Livgardet, permitterades för att vistas utomlands 1673 och blev kapten i kurfurstlig sachsisk tjänst, och var 1678 överste vid Henrik Horns livregemente till häst i Livland. Hastfer var senare lantråd i Estland och överste och chef för Estländska Wieriska lantmilisregementet 1701–1704. Han erhöll avsked i januari 1704, men tillfångatogs 10 augusti vid Narvas kapitulation och avled samma år i rysk fångenskap.